# Changling, Jinzhai
Changling (kinesiska: 长岭, 长岭乡) är en socken i östra Kina. Den ligger i häradet Jinzhai i Lu'ans stad på prefekturnivå i provinsen Anhui, omkring 150 kilometer sydväst om provinshuvudstaden Hefei. Antalet invånare är 12001. Befolkningen består av 5 987 kvinnor och 6 014 män. Barn under 15 år utgör 20,0 %, vuxna 15-64 år 67 %, och äldre över 65 år 12,0 %.